# Марморек, Оскар
Оскар Адольф Марморек (нем. Oskar Marmorek; 9 апреля 1863 – 7 апреля 1909) - австро-венгерский архитектор и сионист галицкого происхождения.

## Биография
Оскар Марморек родился в Пескова Скала, которая в середине девятнадцатого века была частью региона Галиция на северных окраинах Австро-Венгерской империи, но теперь формально является частью Польши, к северу от Кракова. Он был старшим из пяти детей в семье, которая несколько раз переезжала и в конце концов обосновалась в Вене в 1875 году. Начиная с 1880 года он посещал архитектурную секцию Венского технического университета, где его учителями были архитекторы-историки Карл Кёниг и Рудольф Вейр . Он закончил учебу в 1887 году и в партнерстве с Филиппом Херцогом выиграл конкурс на проектирование жилого здания в Коттеджфиртеле (районе на северо-западе Вены в районах Дёблинг и Веринг, который с 1860-х годов был заселен преимущественно коттеджными домами на одну семью). В 1870-е - он много путешествовал и присоединился к Австрийской ассоциации инженеров и архитекторов.

## Архитектурная карьера
Марморек работал на Всемирной выставке 1889 года в Париже, где он был впечатлен красочно освещенным фонтаном, метко названным Fontaine Luminuine. Впоследствии он разработал уменьшенную версию парка к северо-востоку от центра города между Дунайским каналом и рекой Дунай под названием Пратер, где в 1873 году проходила Всемирная выставка (1873) . Успех этого проекта привел к тому, что вскоре он стал одним из самых востребованных выставочных архитекторов в городе, получив задание оформить экспозицию «Старая Вена», также расположенную в Пратере. В 1895 году он был нанят театральным директором Габором Штайнером для проектирования проекта «Венеция в Вене» - одного из первых тематических парков в мире, для которого ему неоднократно приходилось реконструировать павильоны.
Также, начиная с 1895 года, он помогал распространять новый журнал «Новые здания и соревнования в Австрии и Венгрии». Хотя сам Марморек не был учеником Вагнера, он был подвержен влиянию Вагнера в своих более поздних работах.
Марморек женился на художнице Нелли Шварц в 1897 году, а в 1898 году Марморек построил Нестройхоф в районе Леопольдштадт в Вене, недалеко от Пратера, для своего тестя Юлиуса Шварца. В 1902 году он завершил свою самую известную постройку - жилой дом, известный как Рюдигерхоф на Гамбургерштрассе, в районе Маргаретен.

## Политическая активность
На рубеже веков Марморек, который был евреем, все больше вовлекался в растущую политическую активность среди центральноевропейских евреев, особенно в идею создания постоянного еврейского государства. В 1895 году Марморек познакомился с Теодором Герцлем - австро-венгерским еврейским журналистом, основателем современного политического сионизма . В 1896 году произошла публикация книги Герцля Еврейское государство  и первый Всемирный сионистский конгресс в Базеле, который Марморек организовал вместе с Герцлем и Максом Нордау,а в 1897 году, произошел критический прорыв в его жизни, поскольку Марморек тогда решил полностью посвятить себя сионизму. На большинстве последующих сионистских конгрессов Марморек делал презентации о развитии движения в различных частях мира. В мае 1901 года архитектор, исполняя обязанности секретаря Комитета , вместе с Герцлем и Дэвидом Вольфсоном, председателем Еврейского колониального фонда, отправился в Стамбул, чтобы встретиться с султаном Абдул Хамидом II.  В своем утопическом романе « Альтнеуланд» («Старая новая земля»), который считается одним из ключевых текстов сионизма, Герцль смоделировал образ доктора Стейнека на Мармореке.
В 1903 году Марморек принял участие в экспедиции Эль-Ариш, которая исследовала пригодность Синайского полуострова для целей еврейского поселения, хотя ее рекомендации оказались неблагоприятными; в результате британское правительство предложило в качестве альтернативы район на территории нынешней Уганды. Однако это привело к расколу сионистского движения на «Старый» и «Новый» лагеря; первые хотели серьезно изучить возможность возникновения угандийской родины, а вторые категорически отвергли любое предложение, в котором абсолютно не учитывалась территория в Палестине. Марморек объединился со «старыми» сионистами. Хотя Герцль доверил Мармореку все архитектурные вопросы, связанные с сионизмом, ему не понравился план архитектора для конференц-центра в Базеле, и он вместо этого разработал свой собственный план.
После смерти Герцля в 1904 году Марморек был назначен Комитетом по большим действиям Всемирной сионистской организации на должность председателя до избрания Дэвида Вольфсона новым президентом в 1905 году  Он также был избран в правление Венской израильской общины, которая представляла ортодоксальное еврейское население города.

## Смерть
Несмотря на свою выдающуюся роль в сионистском движении, Марморек страдал от депрессии, которая усилилась вместе с другими его проблемами со здоровьем после смерти Герцля и нескольких других его друзей на рубеже веков. В 1909 году он умер от огнестрельного ранения, нанесенного самому себе, на могиле своего отца на Центральном кладбище Вены, где он также похоронен в старой израильской секции.

## Работы
- Выставка старая Вена, 1894 г.
- Венедих в Вене, 1895 г.
- Вилла и Дворец Египта, Будапешт, 1896 г.
- Дополнительный санаторий в Цукмантеле, 1897 г.
- Нестройхоф, Вена, 1898 г.
- Рюдигерхоф, Вена, 1902 г.

## Приложение
1. 1 2  Marmorek, Oskar // Чешская национальная авторитетная база данных
2. ↑  American Jewish Year Book Vol. 6 (1904-1905). Архивная копия от 23 февраля 2021 на Wayback Machine